# François Ménard de la Groye (1775-1827)
François Jean-Baptiste Ménard de la Groye (Le Mans, 2 mei 1775 – Fercé-sur-Sarthe, 30 september 1827) was een Frans natuuronderzoeker. Hij was actief als geoloog, mineraloog en paleontoloog.

## Biografie

### Jeugd
Hij werd geboren als zoon van François Ménard de la Groye (1742-1813), een magistraat en politicus. Hij begon zijn opleiding in 1785 aan het College van de Oratorianen van Le Mans. In 1792 bezocht hij voor de eerste keer Parijs. Hij bezocht er het kabinet van J.-B. Sage en nam stalen uit Montmartre mee terug naar huis. Hij voltooide daarna zijn studie in Le Mans onder meer bij professor Cauvin (Natuurkunde).

### Militaire dienstplicht en studies in Parijs
In september 1793 werd hij opgeroepen voor zijn dienstplicht voor het bataljon Saint-Julien in Le Mans. In 1794 werd hij bevorderd tot luitenant van het 7e bataljon van de Sarthe. In maart 1795 werd hij overgeplaatst naar een compagnie ballonvaarders en volgde les aan de École nationale aérostatique de Meudon. Daarnaast volgde hij ook natuurkunde, scheikunde en wiskunde aan de École polytechnique als externe leerling.
Na een decreet in 1796 werd het leerlingen van de École nationale aérostatique de Meudon toegelaten om een toelatingsexamen af te leggen voor de École polytechnique. Nadat hij daarvoor niet geslaagd was keerde hij in november 1797 terug naar Le Mans. Hij probeerde in de jaren hierna om toegelaten te worden voor een 
lerarenpositie maar werd veelal te jong gevonden. In april 1799 keerde hij terug naar Parijs en volgde lezingen aan het Muséum national d'histoire naturelle en École des Mines de Paris van Georges Cuvier, Jean-Baptiste de Lamarck, Bernard-Germain de Lacépède, René Louiche Desfontaines, Antoine Laurent de Jussieu, Nicolas Vauquelin, René Just Haüy en Arsène Baillet du Belloy. In 1800 kreeg hij permanent verlof van zijn militaire verplichtingen.

### Wetenschapsschrijver en correspondent
In 1802 had hij zonder succes gesolliciteerd voor een overheidsfunctie als inspecteur. Al in 1799 begon hij te schrijven aan cursussen natuurkunde die gegeven zouden kunnen worden in de algemene middelbare scholen. Via François Gillet de Laumont begon hij te schrijven voor La Bibliothèque des propriétaires ruraux, waarvoor hij tussen mei 1805 en september 1806 cursussen ontwikkelde over landbouwkunde. In diezelfde periode bleef hij contact houden met de wetenschappelijke kring rond Georges Cuvier.
In die periode werkte hij mee aan Histoire naturelle générale et particulière des mollusques (volume IV en V) van Pierre Denys de Montfort en Herborisation dans le département de Maine-et-Loire et aux environs de Thouars van Gabriel Merlet de la Boulaye. Daarnaast werkte hij samen met Lamarck en Alexandre Brongniart aan mineralenstudies rondom Parijs. In 1806 begon hij met schrijven aan Mémoire sur un nouveau genre de coquille bivalve équivalve de la famille des solenoides waarin hij zelf een nieuw geslacht van uitgestorven mosselachtigen voorstelde, de Panopea.
Dankzij zijn werk op het gebied van de mineralogie en paleontologie werd hij geassocieerd lid van de sociëteit Athénée des Arts à Paris. In mei 1807 werd hij corresponderend lid van de Société libre des arts du département de la Sarthe en in 1808 van de Accademia delle Scienze di Torino. In mei 1811 werd hij buitenlands correspondent van de Agriculture, d'Industrie et de commerce de la Mayenne en een jaar later van de Accademia valdarnese del Poggio.

### Reizen
Zijn eerste grote reis maakte hij in april 1807 in het midden-Frankrijk waar hij oude uitgedoofde vulkanen onderzocht in Auvergne met name in Issoire en Le Puy-en-Velay. Hij bezocht verder ook nog de zuidelijke Alpen en de Pyreneeën naast het Zuiden van Frankrijk. Hij eindigde de reis met een korte periode in Noord-Italië. In november 1811 begon hij aan zijn tweede grote reis. Hij deed dit samen met de Amerikaans-Schotse onderzoeker William Maclure die de reis financierde. Zij reisden eerst twee maanden door Zwitserland maar het kwam tot een breuk tussen de twee. Ménard de la Groye zette zijn reis echter alleen voort hoewel hij door slecht weer vaak gedwongen was tot onderbrekingen. 
In februari 1812 begon hij aan zijn reis door Italië die uiteindelijk bijna twee jaar duurde.
Hij begon in Milaan trok daarna naar Florence en Rome. Tijdens zijn reis door Italië raakte hij bevriend met Scipio Breislak en kreeg steun en bescherming van Giovanni Ferri een Frans gezant in Italië. In september 1813 bereikte hij Napels, de volgende maanden bezocht hij vaak de Vesuvius. In december 1813 was hij teruggekeerd naar Rome maar keerde in januari 1814 terug naar Napels nadat er een nieuwe vulkaanuitbarsting was. In november 1814 keerde hij terug naar Frankrijk. Zijn verslag Observations avec réflexions sur l'Etat des phénomènes du Vésuve pendant une partie des années 1813-1814 werd voorgelezen voor het Institut de France in januari 1815. Drie leden lazen zijn werk ter controle en publiceerden er een commentaar op; dit waren Humboldt, Gay-Lussac en Ramond.
In 1815 schreef hij over vulkanische activiteit in de Bouches-du-Rhône hierna werd hij benoemd tot correspondent van het Institut de France. In 1817 schreef hij over de natuurbranden in de Apennijnen en stuurde het artikel naar de Société Philomatique.

### Latere leven
In maart 1816 kwam dan toch zijn kans om les te geven, hij gaf Geologie of Natuurlijke Geschiedenis van de Aarde aan het Athénée Royal de Paris tot in juni 1816. In de zomer van 1817 overwoog Georges Cuvier na de dood van zijn plaatsvervanger Jean-Claude Delamétherie om een deel van zijn leerstoel te geven aan hem. In december 1817 vroeg hij om een proefschrift te schrijven over luchtvulkanen. In de lente van 1818 verving hij Cuvier op de afdeling mineralogie van het Collège de France. In november 1818 vroeg Cuvier officieel om hem te vervangen voor de afdeling mineralogie en als correspondent voor de Académie des Sciences. Hij schreef in de volgende jaren lesboeken over mineralogie en paleontologie voor het Collège de France. De tijdelijke functie bleef uiteindelijk lopen tot aan zijn overlijden in september 1827. Een paar maanden eerder was hij nog benoemd tot correspondent van de Société Linneenne du Calvados.

### Archieven
De uitgebreide archieven van de familie en ook dus de werken, manuscripten en brieven van Ménard de la Groye kwamen later terecht bij verzamelaar Julien Chappée. Hij splitste dit archief op en een deel kwam terecht bij het Archives départementales de la Sarthe. De collectie kwam daarna deels weer samen bij het Collège de France waar hijzelf bijna tien jaar les gegeven had. Veel van zijn lesnota's, bevindingen, verslagen en briefwisselingen zijn bewaard gebleven waaronder ook informatie over zijn vader.

## Publicaties
- Mémoire sur un nouveau genre de coquille bivalve équivalve de la famille des solenoides., 1807
- Note sur un petit coquillage de la Méditerranée qui est analogue à des fossiles des environs de Paris et de Bordeaux., 1811
- Description de l'Etat des Salses du modénois dans l'été de l'année 1814, 1814
- Observations avec réflexions sur l'Etat des phénomènes du Vésuve pendant une partie des années 1813-1814, 1814
- Mémoire géognostique sur Beaulieu dans le département des Bouches-du-Rhône; d'où résulte : une nouvelle démonstration de la grande analogie des trapps secondaires avec les terrains volcaniques, et la présomption que ces trapps ne sont que des produits de volcans sous-marins, 1815
- Nouvelle description des feux naturels de Pietra-mala et de Barigazzo dans les Apenins de Florence et de Modène, 1817